# Nobby's Tango Teas
Nobby's Tango Teas è un cortometraggio muto del 1914 diretto da W.P. Kellino.

## Trama
Nobby organizza una festa per ambulanti con una sfilata di moda.

## Produzione
Il film fu prodotto dalla EcKo.

## Distribuzione
Distribuito dall'Universal Pictures, il film - un cortometraggio di 170,69 metri - uscì nelle sale cinematografiche britanniche nel febbraio 1914.